# Северский технологический институт
Северский технологический институт — высшее учебное заведение, основанное 24 июля 1959 года, осуществлявшее подготовку инженерно-технических кадров для Росатома, в качестве обособленного учебного заведения входит в структуру НИЯУ «МИФИ».

## История
24 июля 1959 года приказами Министерства высшего и среднего специального образования СССР и Министерства среднего машиностроения СССР в закрытом городе Томск-7 был создан вечерний филиал физико-технического факультета Томского политехнического института имени С. М. Кирова, филиал был создан для подготовки инженерно-технических кадров в сфере деятельности комбината № 816 МСМ СССР. Первым директором  филиала был назначен Г. Г. Шелудченко и 1 сентября 1959 года на филиале был начат учебный процесс. В 1965 году в филиале впервые состоялся выпуск инженеров-физиков
. 
В 1965 году распоряжением Совета Министров СССР на базе вечернего филиала было создано Отделение №1, которое получило статус высшего учебного заведения, в отделение была открыта аспирантура, создаются шесть кафедр: физики, технической механики и графики, математики, общей химии, электротехники и иностранных языков и в 1970 году — факультет переподготовки и повышения квалификации. С 1975 года учебная организация подготовки инженерно-технических кадров была изменена и обучение стало составлять шесть лет: три года  очное обучение и три года в качестве практики на предприятиях промышленности.
1 августа 1996 года распоряжением Госкомитета Российской Федерации по высшему образованию и Министерства Российской Федерации по атомной энергии № 460 на базе Отделения № 1 был создан Северский технологический институт Томского политехнического университета. В 1997 году в составе института был открыт Северский факультет Сибирской академии государственной службы а в 1999 году — Отделение СТИ в Кемеровском технологическом институте пищевой промышленности. В 2001 году Постановлением Правительства Российской Федерации на базе Северского технологического института было создано самостоятельное высшее учебное заведение — Северский государственный технологический институт.
24 июня 2005 года приказом Федеральной службы по надзору в сфере образования и науки № 1537 Северский государственный технологический институт был переименован в Северскую государственную технологическую академию, для подготовки инженерно-технических кадров для предприятий атомной промышленности. В 2005 году академия получила золотую медаль став лауреатом конкурса «Европейское качество» в номинации «100 лучших вузов России».
8 апреля 2009 года Распоряжением Правительства Российской Федерации №480-р Северская государственная технологическая академия была реорганизована в Северский технологический институт, став обособленным структурным подразделением НИЯУ «МИФИ». В учебную структуру института входят десять кафедр: физики, иностранных языков, физической культуры, гуманитарных и социальных наук, экономики, финансов и менеджмента, химии и технологий материалов современной энергетики, машин и аппаратов химических и атомных производств, электроники и автоматики физических установок, электрооборудования и автоматизации технологических процессов, высшей математики и информационных технологий и факультет повышения квалификации и переподготовки кадров. В структуре  профессорско-преподавательского состава — 11 докторов, 38 кандидатов, 6 профессоров.

## Структура
Основной источник:

### Кафедры
- Кафедра физики
- Кафедра иностранных языков
- Кафедра физической культуры
- Кафедра гуманитарных и социальных наук
- Кафедра экономики, финансов и менеджмента
- Кафедра химии и технологий материалов современной энергетики
- Кафедра машин и аппаратов химических и атомных производств
- Кафедра электроники и автоматики физических установок
- Кафедра электрооборудования и автоматизации технологических процессов
- Кафедра высшей математики и информационных технологий

### Факультеты
- Факультет повышения квалификации и переподготовки кадров

## Руководство
Основной источник:
- 1959—1974 — Шелудченко, Георгий Гаврилович
- 1974—1976 — к.т.н. Лапин, Пётр Владимирович
- 1976—1987 — д.т.н., профессор  Трофимов, Адольф Иванович
- 1987—2016 — д.т.н., профессор  Жиганов, Александр Николаевич
- с 2016 — к.ф.-м.н. Карпов, Сергей Алексеевич